# Apprentice Boys of Derry
Gli Apprentice Boys of Derry (in italiano: Apprendisti di Derry) è un'organizzazione fraterna protestante organizzata come club, fondata e con sede a Londonderry, in Irlanda del Nord, a partire dal 1814 con oltre 10.000 membri in tutto il mondo. Il suo scopo principale è quello di commemorare e riportare in vita la memoria dell'Assedio di Derry, durante il quale la popolazione protestante di Derry resistette all'esercito cattolico di Giacomo II per 105 giorni. Le attività dell'associazione sono soprattutto culturali ma portano una dimensione religiosa e politica.
Come l'Ordine di Orange, gli Apprentices Boys of Derry organizzano marce commemorative, alcune delle quali sono state occasione di scontri con la comunità cattolica, in particolare durante il conflitto nordirlandese. La parata del 2014 "Shutting of the Gates" è stata descritta come "la più grande degli ultimi anni" ed è stata priva di violenza.

## Assedio di Derry
L'Assedio di Derry è un evento che ha avuto luogo durante le Guerre guglielmite in Irlanda. Il primo grande evento fu la chiusura delle porte della città da parte di tredici giovani apprendisti (Apprentice Boys of Derry) che sfidarono il potere locale il 7 dicembre 1688. Afferrando le chiavi della città, chiusero le quattro porte di Derry davanti a una truppa di 1.200 Redshanks, fedeli a Giacomo II, venne a sostituire il presidio protestante della città. L'assedio iniziò il 18 aprile 1689 e terminò 105 giorni dopo, il 30 luglio 1689, quando le navi della marina inglese risalirono l'estuario del fiume Foyle e costrinsero la diga galleggiante istituita dall'esercito giacobita a portare cibo e munizioni.

## Struttura
Gli Apprendisti sono strutturati attorno a otto club tutti situati all'interno della città murata di Londonderry. Ciascuno di questi club è un club madre e dà i propri nomi ai club satellite stabiliti fuori dalle mura della città. Un comitato generale, composto dai membri dei club padrini, gestisce l'intera associazione.
Gli otto club simboleggiano gli otto reggimenti che difendono la città durante l'assedio.

## Commemorazioni
Ogni anno gli Apprentice Boys of Derry celebrano due eventi principali avvenuti con l'assedio della città nel 1689: la chiusura delle porte della città e la liberazione della città.

### Chiusura delle porte
La chiusura delle porte della città viene solitamente commemorata il primo sabato di dicembre. La commemorazione inizia venerdì sera a mezzanotte, quando un cannone spara uno e poi tre colpi in memoria dei tredici apprendisti del 1688. I membri dei club genitori visitano quindi la città toccando simbolicamente ciascuna delle quattro porte originali della città in questo ordine: Ferryquay Gate, Bishop Gate, Butcher Gate poi Shipquay Gate.
Il sabato si svolgono diverse marce e un culto speciale nella cattedrale di Saint-Colomba, dopo di che una corona funebre viene posta sul tumulo vicino alla cattedrale.
Le commemorazioni terminano con l'incendio di un'effigie di Robert Lundy, il governatore della città all'inizio dell'assedio, considerato un traditore. Questa tradizione di bruciare una rappresentazione di Lundy iniziò nel 1832, che era generalmente appesa alla colonna commemorativa del quartier generale fino a quando non fu fatta saltare in aria nel 1972 dal Provisional IRA.

### Liberazione della città
La liberazione della città viene commemorata il secondo sabato di agosto. Quanto alla rievocazione della chiusura delle porte, le celebrazioni iniziano anche venerdì sera a mezzanotte quando un cannone spara uno poi tre colpi in ricordo dei tredici apprendisti del 1688. I soci dei club madre vanno poi di nuovo a toccare le porte del la città.
Sabato mattina, le bandiere d'assedio vengono alzate e gli Apprendisti marciano attraverso le mura della città prima di deporre una corona funebre al Diamond Cenotaph prima di dirigersi alla Cattedrale di San Colombano per un servizio di commemorazione alle 10:30. Alla fine del servizio religioso, i club satellite vengono accolti a Craigavon Bridge dal comitato generale, che li accompagna in città dove sfilano, guidati dai rispettivi club madre. Questa parata si conclude quindi nel quartiere protestante di Waterside.
Il comitato generale e i club genitori eseguono quindi una parata finale dal Waterside al cuore della città murata dove la giornata di commemorazione si conclude al Memorial Hall con il canto dell'inno nazionale britannico, God Save the Queen.

## Sede
La sede degli Apprendisti si trova all'interno delle mura di Londonderry. L'edificio chiamato The Memorial Hall, o The Mem by the Apprentices, è stato inaugurato nel 1877, poi è stato costruito un ampliamento lungo Society Street nel 1937. Poi nel 2016 è stato aperto accanto un museo sulla storia dell'assedio di Derry.
Questo edificio si trova non lontano dal tempio presbiteriano, dalla First Derry Presbyterian Church e dalla base della vecchia colonna eretta in memoria di George Walker, governatore della città durante l'assedio.